# 周维德
周维德（1943年10月—），男，汉族，甘肃永昌人，中华人民共和国政治人物，曾任内蒙古自治区人民政府副主席，内蒙古自治区人大常委会副主任。